# Hans Edler (Geigenbauer)
Hans Edler (* 16. Januar 1889 in Frankfurt am Main; † 19. Oktober 1974 in München) war ein deutscher Geigenbauer und öffentlich bestellter Sachverständiger und amtlicher Schätzer für Geigenbau.

## Werdegang
Hans Edler wirkte zunächst in der von seinem Großvater Friedrich Christian Edler (1819–1872) 1850 in Frankfurt gegründeten Geigenbaufirma. Ab 1919 wirkte er als selbständiger Geigenbauer in München. Er bearbeitete die fünfte Auflage des von Albert Fuchs begründeten Werkes Taxe der Streichinstrumente (Frankfurt am Main 1955). Er schrieb das Werk Wie kaufe ich eine Geige? (1956).